# La parola data
La parola data (O pagador de promessas) è un film del 1962 diretto da Anselmo Duarte, vincitore della Palma d'oro come miglior film al 15º Festival di Cannes  e candidato all'Oscar come miglior pellicola in lingua non inglese.

## Trama
Zé è un uomo umile che affronta l'intransigenza della Chiesa per cercare di mantenere la promessa di un tempio candomblé e portare una croce molto pesante in un lungo viaggio.
Zé è proprietario di un piccolo terreno nel nord-est del Brasile. Il suo migliore amico si ammala, Zé promette alla madre di un santo candomblé che, se guarisce, accetterà di dividere equamente la sua terra tra i più poveri e di portare la croce della sua terra alla Chiesa di Santa Bárbara, a Salvador de Bahia , per offrirlo al prete locale. Una volta che il suo amico si è ripreso, Zé inizia il suo viaggio.
Il film inizia con Zé, seguito fedelmente dalla moglie Rose, che arriva alla cattedrale di primo mattino. Il sacerdote locale rifiuta di riceverlo dopo aver ascoltato il motivo e le circostanze che hanno spinto il “pagano” a fare la promessa. Tutti a Salvador approfittano dell'innocenza e dell'ingenuità di Zé. I praticanti del Candomblé desiderano utilizzarlo come leader contro la discriminazione che subiscono da parte della Chiesa cattolica , i tabloid hanno promesso di dare terra ai poveri in un grido di riforma. La polizia è chiamata a impedire l'ingresso in chiesa di Zé, che finisce ucciso in un violento scontro tra polizia e manifestanti a suo favore. Nell'ultima scena del film, i manifestanti mettono sulla croce il cadavere di Zé e si fanno strada con la forza nella cattedrale.

## Riconoscimenti
- 1962 - Festival di Cannes
  - Palma d'oro
- 1963 - Premio Oscar
  - Candidato Miglior film straniero (Brasile)